# Немецкое солдатское кладбище (Русское)
Немецкое солдатское кладбище в Русском расположено в посёлке Русское Калининградской области. Открыто 20 августа 1995. Площадь 2,4 гектара. Здесь покоятся более чем 4600 жертв войны, военнослужащих и гражданских лиц со всего Калининградского полуострова. На кладбище находятся руины кирхи Гермау.

## Галерея

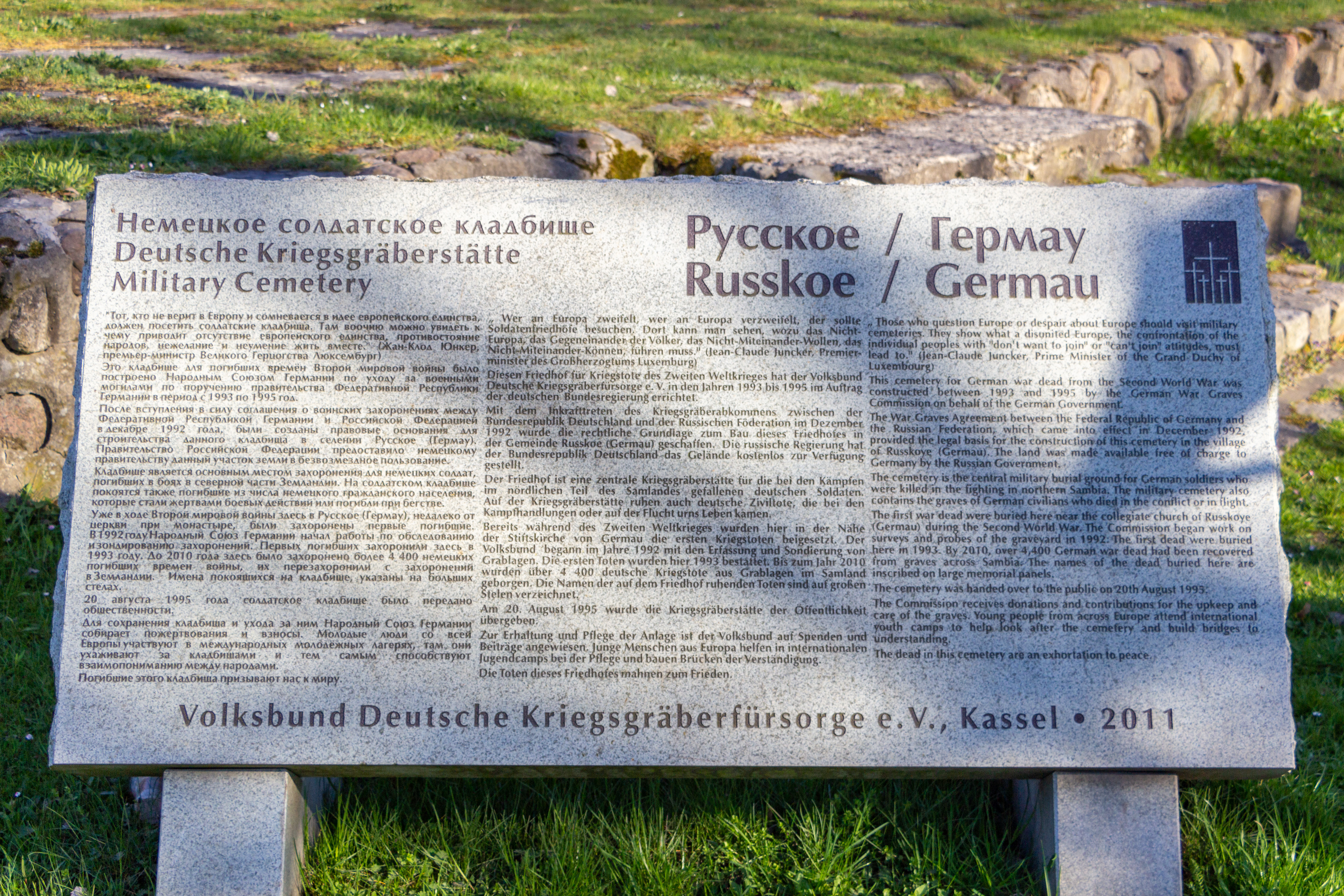
Информация
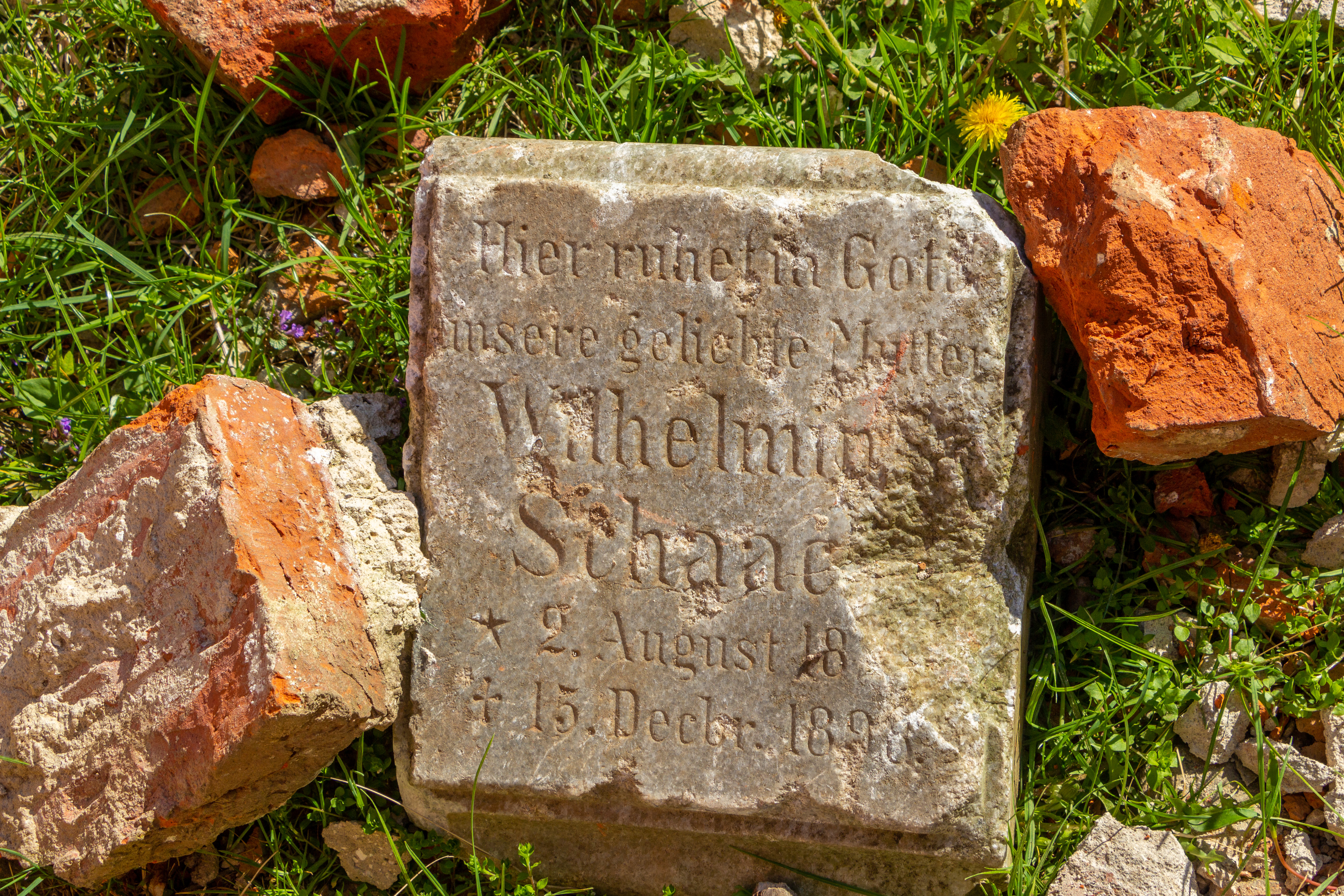
Надгробие
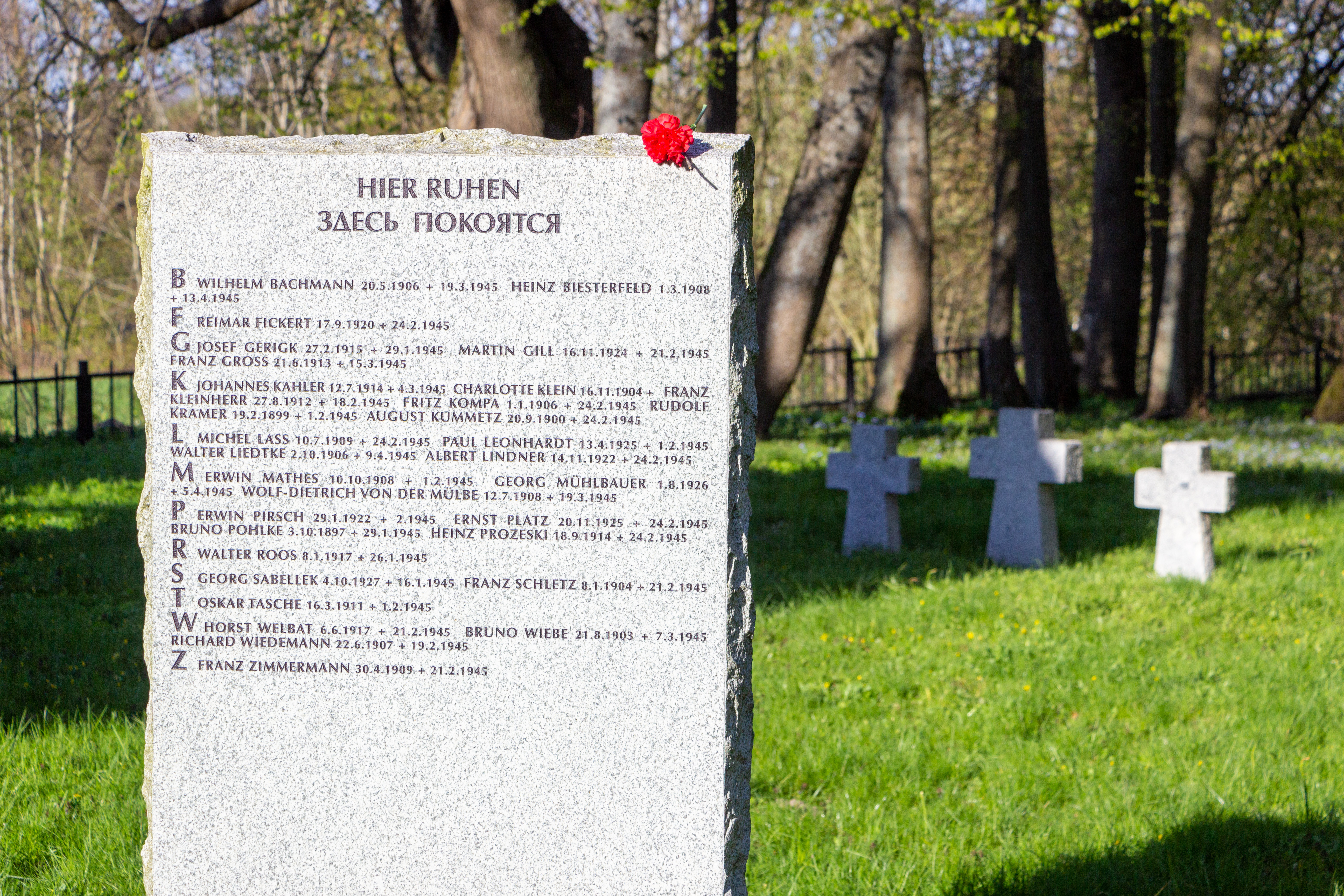
Плита
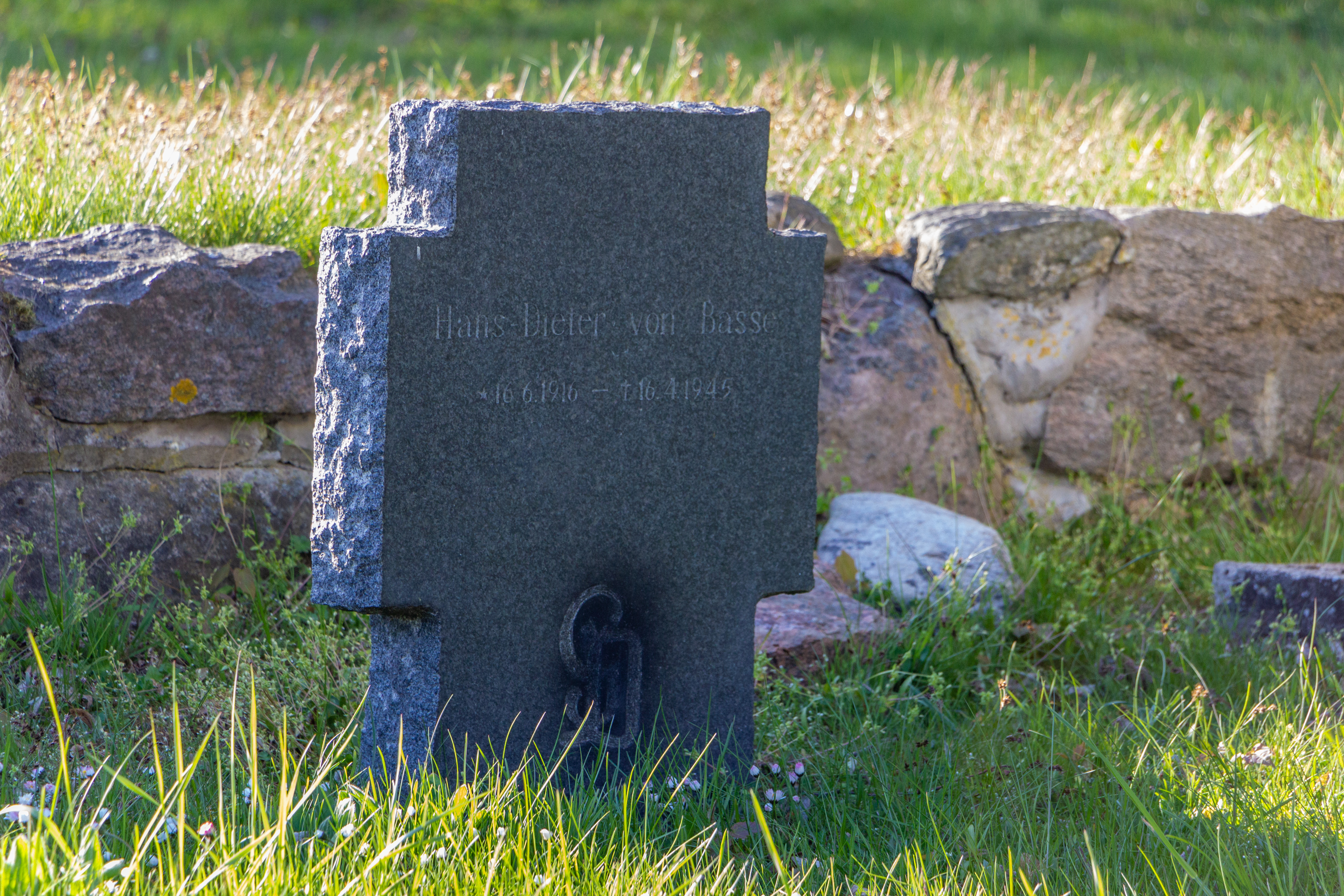
Oberstleutnant Hans-Dieter von Basse
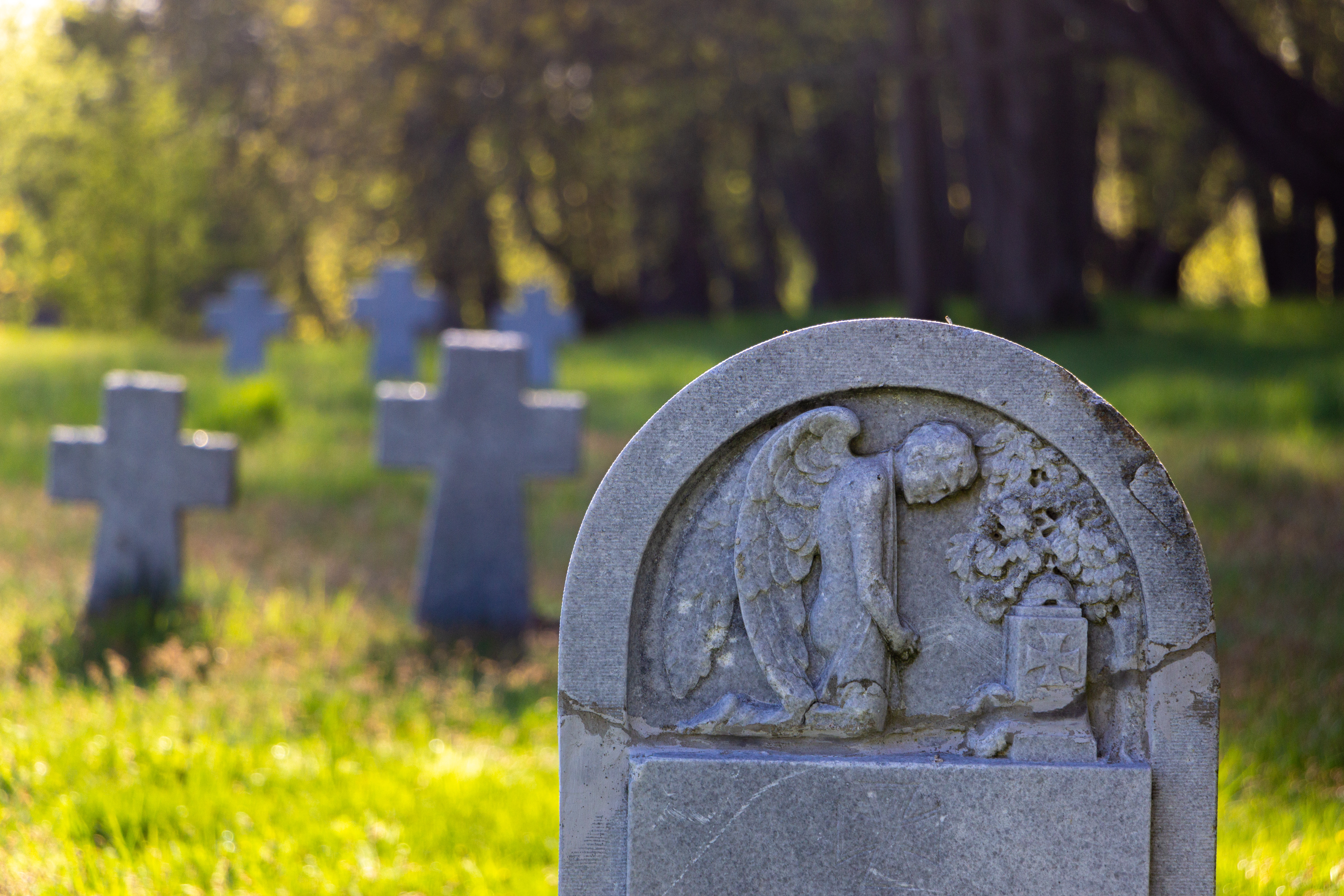
Элемент надгробия
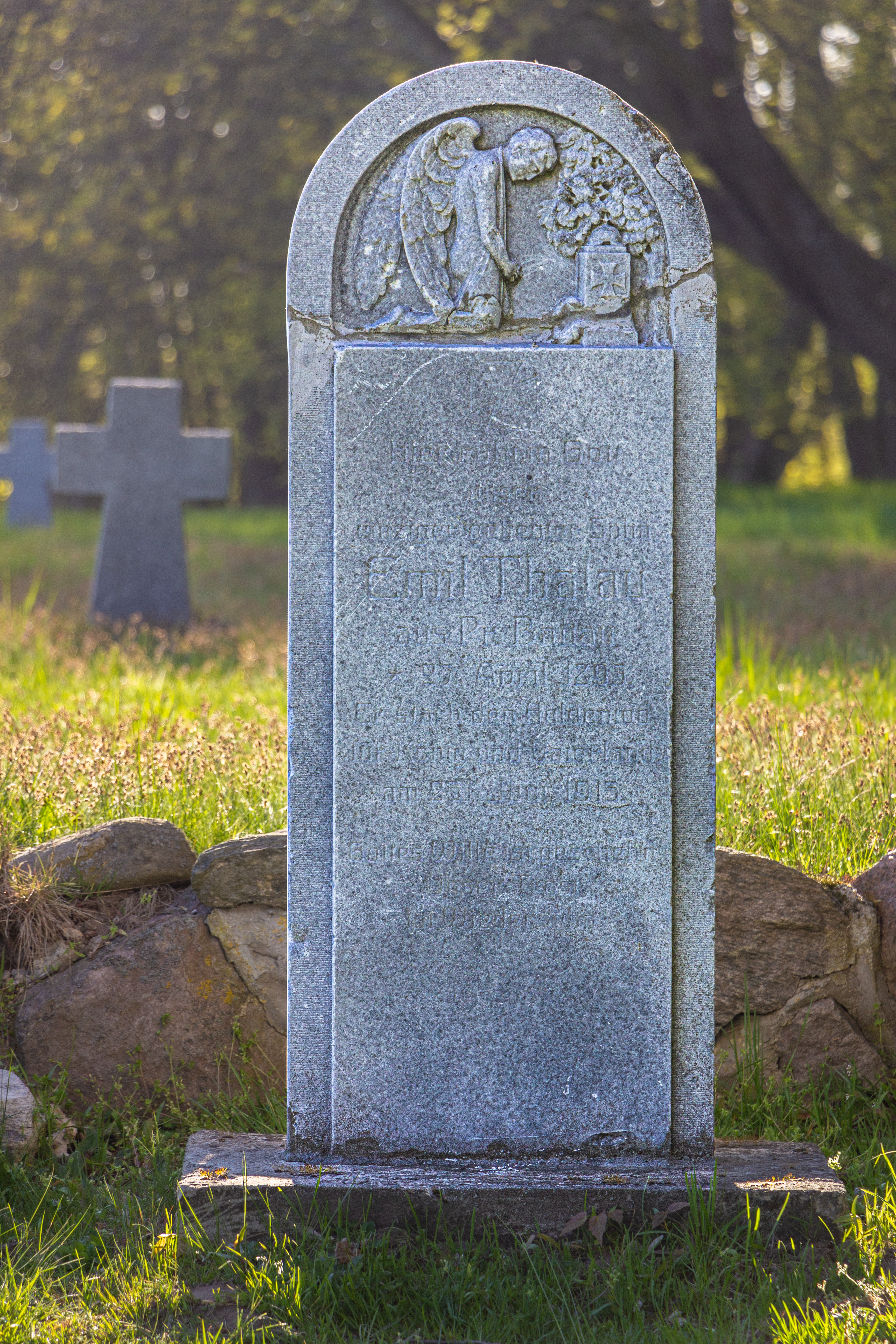
Надгробие
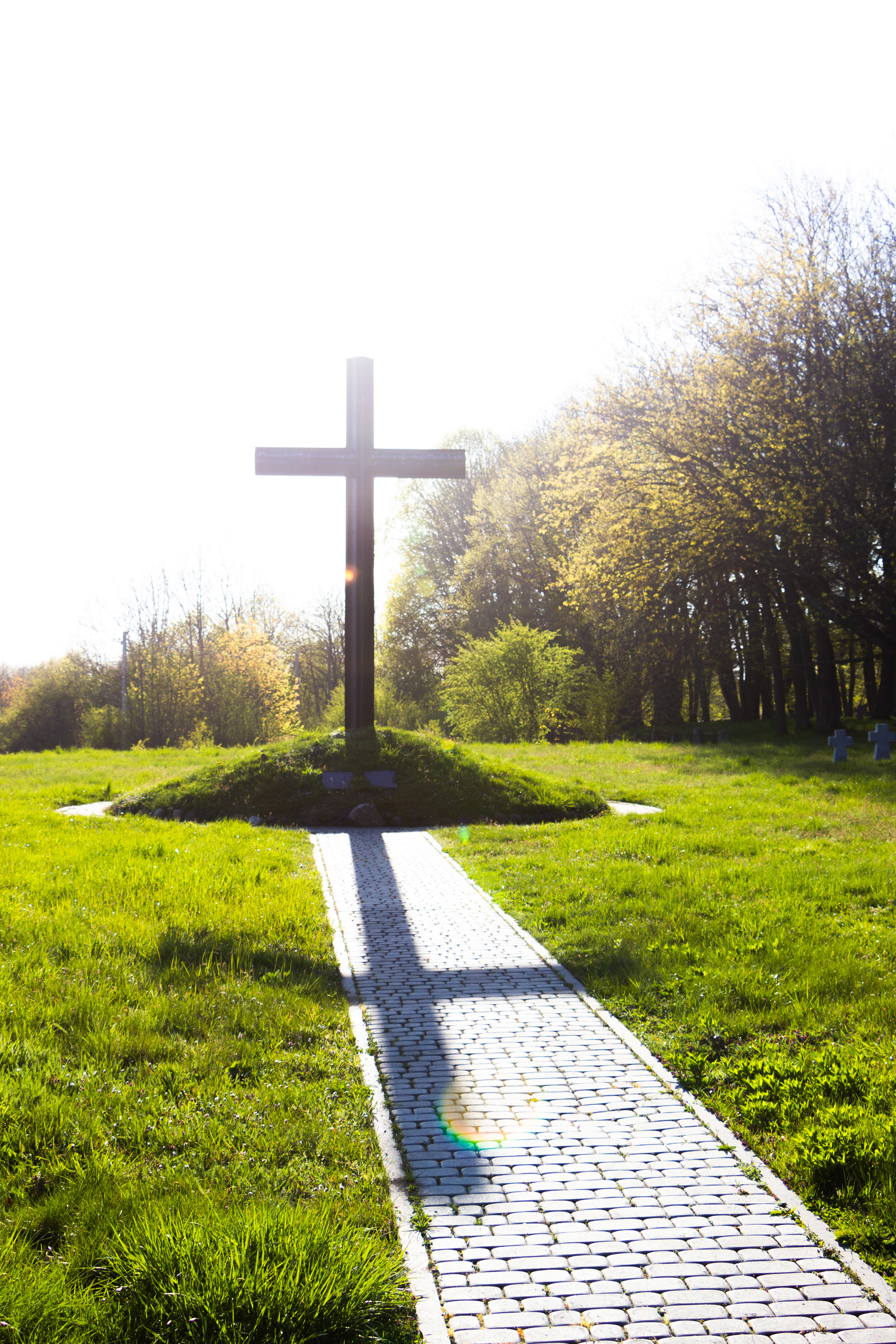
Крест
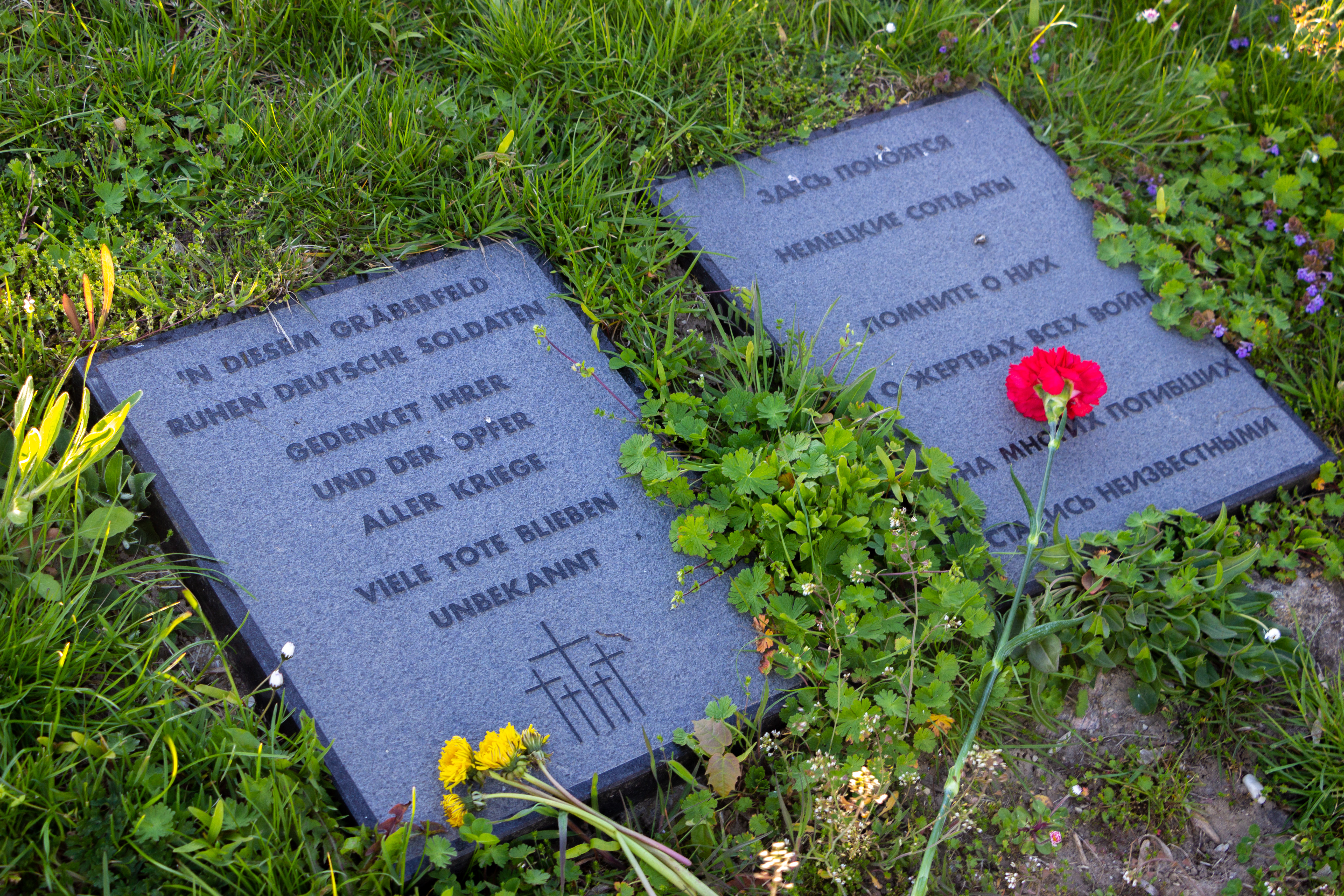
Плиты
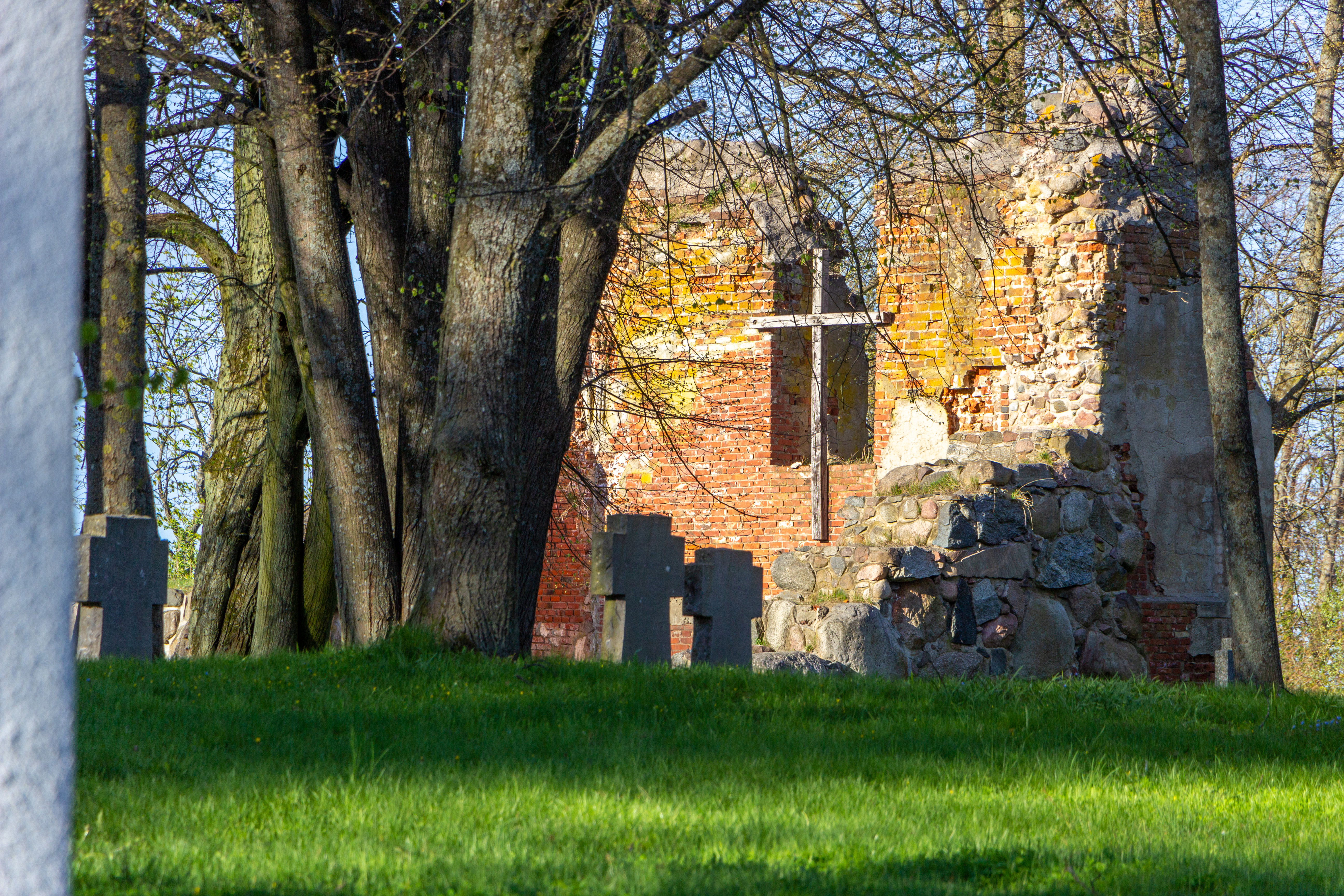
Руины кирхи
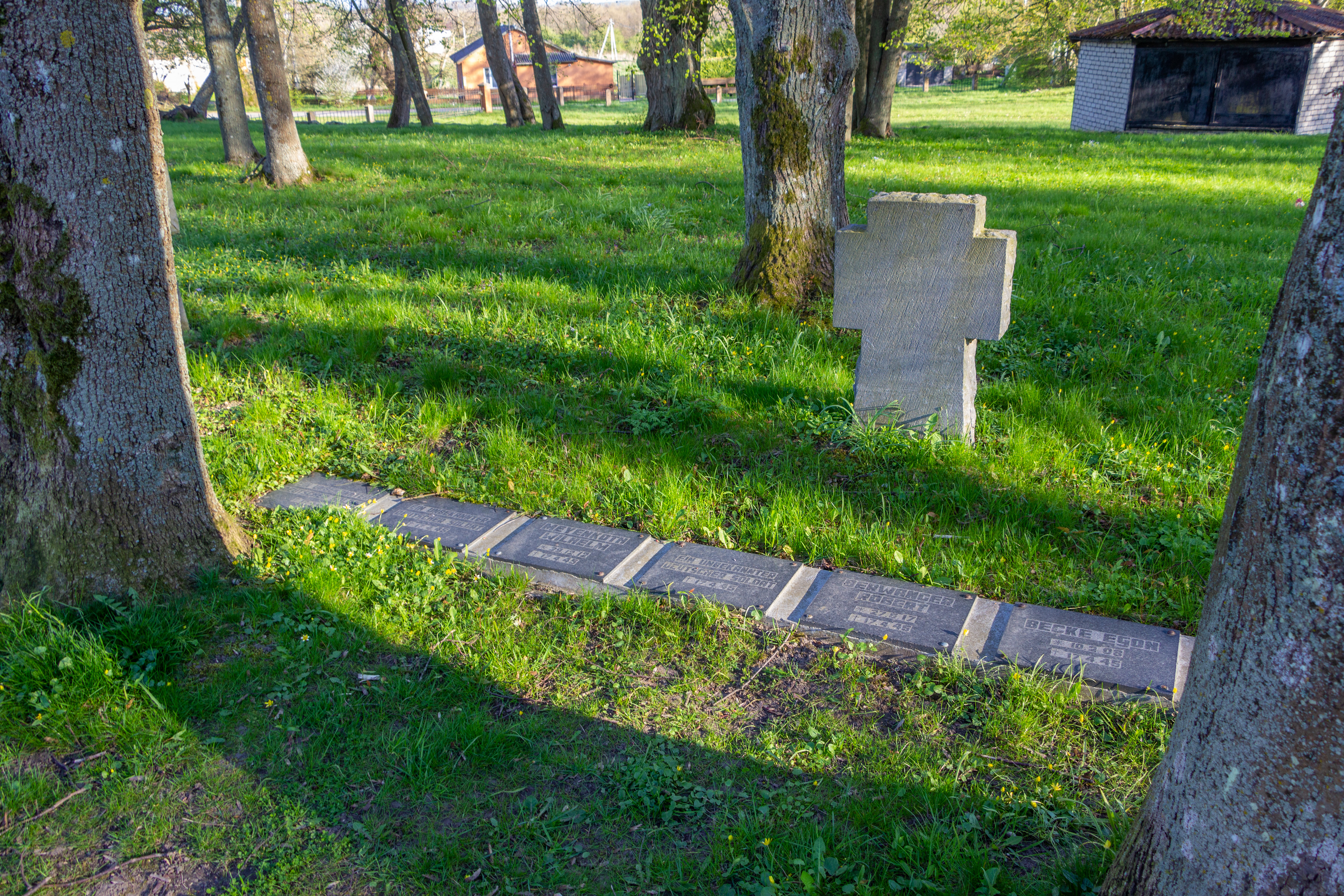
Захоронения